# Pumpernickel

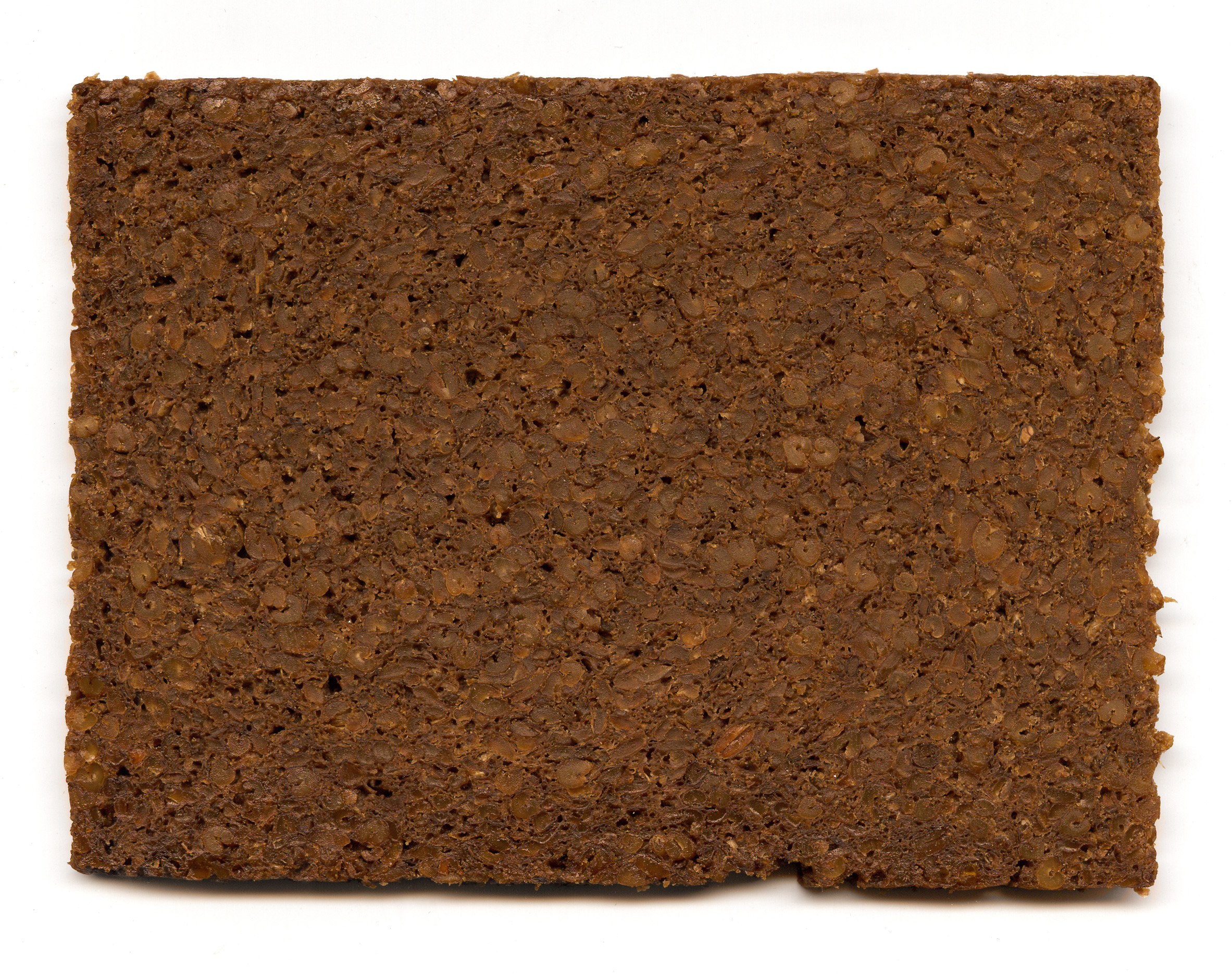
Rebanada de pumpernickelpp tradicional de centeno poco molido (roggenschrot), agua y sal sin otros condimentos.

El pumpernickel es un tipo de pan de cereales integrales, tradicional, procedente de Westfalia, Alemania, y elaborado con centeno poco molido en cocción lenta mixta con vapor. Puede contener también una pequeña proporción de trigo. Es un pan pastoso, de color marrón característico,  sabor ligeramente dulzón y larga duración.

## Historia
La panadería de pumpernickel más antigua de Alemania data de 1570 y fue fundada por Jörgen Haverlanth en la ciudad de Soest, que hoy en día puede visitarse. Entonces se llamaba sencillamente pan negro.

## Elaboración
En la receta original, este tipo de pan se elabora mediante el siguiente proceso: se introduce la pasta poco molida en un recipiente con agua caliente durante unas horas y después se pasa a un recipiente cerrado en un horno a casi 100 °C durante 16 a 24 horas, de tal suerte que se cocina con el vapor del agua más que con el calor procedente del horno. De esta forma se carameliza el almidón del cereal y esta es la razón de que el pumpernickel tenga ese color marrón característico, así como ese sabor ligeramente dulzón. La consistencia de este pan es muy compacta, algo húmeda y frágil, lo cual se debe a que no contiene levadura madre ni otras levaduras. Este pan no contiene costra, a diferencia de otros panes.